# Jungermannia macrocarpa
Jungermannia macrocarpa là một loài Rêu trong họ Jungermanniaceae. Loài này được Stephani mô tả khoa học đầu tiên năm 1917.